# Eleições estaduais no Paraná em 1986
As eleições estaduais no Paraná em 1986 ocorreram em 15 de novembro como parte das eleições gerais no Distrito Federal, em 23 estados e nos territórios federais do Amapá e Roraima. Foram eleitos o governador Alvaro Dias, o vice-governador Ary Queiroz, os senadores Afonso Camargo e José Richa, além de 30 deputados federais e 54 deputados estaduais.
Historiador formado em 1967 pela Universidade Estadual de Londrina, o paulista Alvaro Dias nasceu em Quatá e acompanhou a família rumo à cidade paranaense de Maringá. Antes de graduar-se, foi presidente do Centro Acadêmico da Faculdade de Filosofia, Ciências e Letras, além de trabalhar como professor, locutor, redator de radioteatro e autor de radionovelas na Rádio Paiquerê e na Rádio Atalaia. Sua estreia na política aconteceu em 1968 ao eleger-se vereador em Londrina pelo MDB. Eleito deputado estadual em 1970, trabalhou como jornalista na TV Tibagi e candidatou-se a prefeito de Londrina numa sublegenda do MDB num pleito vencido por seu correligionário, José Richa. Nos anos seguintes foi eleito deputado federal em 1974 e 1978, ingressando no PMDB em 1980 com a restauração do pluripartidarismo. Em 1982 foi eleito senador via sublegenda e votou em Tancredo Neves no Colégio Eleitoral em 1985, sendo eleito governador do Paraná em 1986 com 70,69% dos votos apurados, recorde ainda vigente. Como renunciou ao mandato parlamentar apenas em 11 de março de 1987, Alvaro Dias participou das sessões iniciais da Assembleia Nacional Constituinte que escreveu a Constituição de 1988.
Natural de Curitiba, o engenheiro civil Ary Queiroz formou-se na Universidade Federal do Paraná dedicando-se à iniciativa privada depois da graduação. Após residir nas cidades paulistas de Cajati e em São Paulo, aceitou o convite do então governador José Richa e assumiu a presidência da Companhia Paranaense de Energia, cargo ao qual renunciou a tempo de eleger-se vice-governador do Paraná pelo PMDB em 1986 na chapa de Alvaro Dias.

## Resultado da eleição para governador
Conforme o arquivo do Tribunal Superior Eleitoral, foram apurados 3.321.094 votos nominais.
| Candidatos a governador do estado | Candidatos a vice-governador  | Número | Coligação                                        | Votação   | Percentual |
| --------------------------------- | ----------------------------- | ------ | ------------------------------------------------ | --------- | ---------- |
| Alvaro Dias PMDB                  | Ary Queiroz PMDB              | 15     | Frente Democrática do Paraná(PMDB, PND)          | 2.347.795 | 70,69%     |
| Alencar Furtado PMB               | Jaime Lerner PDT              | 26     | Frente Popular das Oposições (PMB, PDT, PFL, PJ) | 797.292   | 24,01%     |
| Emanuel José Appel PT             | Maria Lúcia da Silveira PT    | 13     | PT (sem coligação)                               | 51.187    | 1,54%      |
| Alberto Garcez PSC                | Sérgio Pereira Jr. PSC        | 20     | PSC (sem coligação)                              | 49.545    | 1,49%      |
| Banerjo Branco PH                 | Paulo Renato Coutinho PH      | 19     | PH (sem coligação)                               | 35.245    | 1,06%      |
| Carlos Alberto Pereira PDC        | Pedro Júlio Gipsecki PDC      | 17     | PDC (sem coligação)                              | 21.460    | 0,65%      |
| Teolino Paixão PMC                | Maria do Carmo Brandalise PMC | 18     | PMC (sem coligação)                              | 18.570    | 0,56%      |
| Fontes:                           |                               |        |                                                  |           |            |

## Biografia dos senadores eleitos

### José Richa
Nascido no município fluminense de São Fidélis, o odontologista José Richa foi presidente da União Paranaense dos Estudantes e do Diretório Nacional da Juventude Democrática Cristã antes de graduar-se na Universidade Federal do Paraná em 1959. Jornalista, trabalhou no Diário do Paraná e estreou na vida pública via PDC sob a liderança de Ney Braga. Eleito deputado federal em 1962, migrou para o MDB quando o Regime Militar de 1964 outorgou o bipartidarismo, renovou o mandato em 1966. Derrotado na eleição para o Senado Federal em 1970, venceu a disputa para prefeito de Londrina em 1972 e foi eleito senador graças ao mecanismo da sublegenda em 1978 e após dois anos filiou-se ao PMDB, legenda na qual venceu a eleição para governador do Paraná em 1982 e obteve um segundo mandato de senador em 1986 e como tal ajudou a escrever a Constituição de 1988.

### Afonso Camargo
Nascido em Curitiba, Afonso Camargo é contabilista e engenheiro civil graduado na Universidade Federal do Paraná em 1951 e 1952, respectivamente. Neto de Afonso Camargo e genro de Fernando Flores, trabalhou no ramo imobiliário até o governador Ney Braga nomeá-lo diretor do Departamento de Águas e Energia Elétrica do Paraná, presidente da Companhia de Desenvolvimento do Paraná (CODEPAR) e secretário de Justiça a partir de 1961. Filiado ao PDC, foi eleito vice-governador pela Assembleia Legislativa do Paraná em fevereiro de 1964, mas renunciou no ano seguinte e em 1966 entrou no MDB, contudo perdeu a eleição para senador para Ney Braga, com quem rompera. De volta à iniciativa privada, reconciliou-se com seus aliados de outrora e foi presidente do Banco do Estado do Paraná e secretário de Fazenda entre os governos Emílio Gomes e Jayme Canet e presidente do diretório estadual da ARENA, posição na qual estava ao eleger-se senador biônico em 1978, com o apoio de Ney Braga.. Após transferir-se para o PDS em 1980, aderiu ao PMDB, votou em Tancredo Neves no Colégio Eleitoral em 1985 e foi ministro dos Transportes no Governo Sarney. Reeleito senador em 1986, foi signatário da Constituição de 1988.

## Suplente efetivado

### Leite Chaves
Paraibano de Itaporanga, o advogado Leite Chaves estudou na Universidade Federal da Paraíba antes de transferir-se para a Universidade Federal do Rio de Janeiro, onde graduou-se em 1956 e obteve o título de Doutor em 1958. Funcionário do Banco do Brasil, foi presidente do Sindicato dos Bancários da Paraíba antes de fixar-se na cidade paranaense de Londrina em 1959 em razão das transferências relativas à sua condição de funcionário público. Presidente do Sindicato dos Bancários do Norte do Paraná, chegou a ser preso durante alguns dias no começo do Regime Militar de 1964. Empresário, estreou na vida pública ao eleger-se senador pelo MDB em 1974. Durante seu mandato ocorreu a restauração do pluripartidarismo e em razão disso ingressou no PTB em apoio a Leonel Brizola, mas logo estaria no PMDB. Eleito primeiro suplente de senador na chapa de Alvaro Dias em 1982, foi nomeado procurador-geral da Justiça Militar pelo presidente José Sarney em 10 de abril de 1986. Neste mesmo ano Alvaro Dias elegeu-se governador do Paraná e assim Leite Chaves tomou posse como senador em 18 de março de 1987, figurando como subscritor da Constituição de 1988.

## Resultado da eleição para senador
Dados referentes apenas aos candidatos vencedores fornecidos pelo Tribunal Superior Eleitoral, que aponta 5.740.717 votos nominais.
| Candidatos a senador da República | Candidatos a suplente de senador                                  | Número | Coligação                                        | Votação   | Percentual |
| --------------------------------- | ----------------------------------------------------------------- | ------ | ------------------------------------------------ | --------- | ---------- |
| José Richa PMDB                   | Sílvio Name PMDB Hilton Colombelli PMDB                           | 151    | PMDB, PND                                        | 1.940.047 | 33,79%     |
| Afonso Camargo PMDB               | José Carlos Gomes Carvalho PMDB                                   | 155    | PMDB, PND (sublegenda 2)                         | 1.362.835 | 23,74%     |
| Enéas Faria PMDB                  | Milton Buabssi PMDB                                               | 154    | PMDB, PND (sublegenda 1)                         | 816.823   | 14,23%     |
| Amadeu Geara PDT                  | Paulo Braghini PDT Afonso Antoniuk PDT                            | 122    | Frente Popular das Oposições (PMB, PDT, PFL, PJ) | 614.626   | 10,71%     |
| Fabiano Braga Cortes PFL          | Manoel Garcia Cid PFL Lázaro Dumont PFL                           | 251    | Frente Popular das Oposições (PMB, PDT, PFL, PJ) | 471.949   | 8,22%      |
| Zélia Passos PT                   | Dercy Pasqualoto PT Manoel Proença PT                             | 132    | PT (sem coligação)                               | 99.454    | 1,73%      |
| Teresinha Depubel PL              | Hélio Pereira Cury PL Ítalo Tanaka PL                             | 222    | PL (sem coligação)                               | 94.502    | 1,65%      |
| Rosemeri Angeli PT                | José Sotana PT Zenilda Batista Bruginski PT                       | 131    | PT (sem coligação)                               | 78.713    | 1,37%      |
| Afonso Macedo PSC                 | José Luiz de Souza Netto PSC Celso de Macedo Portugal PSC         | 202    | PSC (sem coligação)                              | 49.299    | 0,86%      |
| Estefano Ulandowski PDC           | Maria Angélica Lima Mota Vieira PDC Expedito Geraldo da Silva PDC | 171    | PDC (sem coligação)                              | 45.463    | 0,79%      |
| João Carlos de Lucas PMC          | Oswaldo Rodrigues do Nascimento PMC - PMC                         | 181    | PMC (sem coligação)                              | 30.452    | 0,53%      |
| Wander Esper PH                   | Jacyr Pascoal Tedesco PH - PH                                     | 191    | PH (sem coligação)                               | 28.119    | 0,49%      |
| Augusto Klopffleisch PSC          | Diogo Corrêa Falce de Macedo PSC Raul Torres Salema PSC           | 201    | PSC (sem coligação)                              | 27.419    | 0,48%      |
| Adeloir Rossi PCdoB               | Nilton Luiz Tornero PCdoB -                                       | 241    | PCdoB (sem coligação)                            | 27.356    | 0,48%      |
| Walmor Marcelino PSB              | Aydée Marchiori Weffort PSB Celso Aimbiré dos Santos PSB          | 401    | PSB (sem coligação)                              | 21.051    | 0,37%      |
| Gumercindo Souza PDC              | Sylvio Neves da Rocha PDC Luiz Carlos Severiano Contipelli PDC    | 172    | PDC (sem coligação)                              | 16.311    | 0,28%      |
| Mozart de Quadros PMC             | Iriberto Alves da Silveira PMC - PMC                              | 182    | PMC (sem coligação)                              | 16.298    | 0,28%      |
| Fontes:                           |                                                                   |        |                                                  |           |            |

## Deputados federais eleitos
São relacionados os candidatos eleitos com informações complementares da Câmara dos Deputados.

Representação eleita
  PMDB: 24
  PFL: 5
  PDT: 1

Fonteː
| Deputados federais eleitos | Partido | Votação | Percentual | Cidade onde nasceu           | Unidade federativa |
| Maurício Fruet             | PMDB    | 98.945  |            | Curitiba                     | Paraná             |
| Maurício Nasser            | PMDB    | 95.501  |            | Andradina                    | São Paulo          |
| Matheus Iensen             | PMDB    | 79.792  |            | Imbituva                     | Paraná             |
| Nilso Sguarezi             | PMDB    | 74.822  |            | Lagoa Vermelha               | Rio Grande do Sul  |
| Nelton Friedrich           | PMDB    | 73.453  |            | Sobradinho                   | Rio Grande do Sul  |
| Matos Leão                 | PMDB    | 66.595  |            | Inácio Martins               | Paraná             |
| Ervin Bonkoski             | PMDB    | 64.539  |            | Videira                      | Santa Catarina     |
| Euclides Scalco            | PMDB    | 64.222  |            | Irati                        | Paraná             |
| José Carlos Martinez       | PMDB    | 62.322  |            | São Paulo                    | São Paulo          |
| Alarico Abib               | PMDB    | 60.819  |            | Andirá                       | Paraná             |
| Basílio Villani            | PMDB    | 60.305  |            | Bauru                        | São Paulo          |
| Santinho Furtado           | PMDB    | 57.928  |            | Santo Antônio do Aventureiro | Minas Gerais       |
| Darcy Deitos               | PMDB    | 57.805  |            | Joaçaba                      | Santa Catarina     |
| Hélio Duque                | PMDB    | 57.642  |            | Andaraí                      | Bahia              |
| Waldyr Pugliesi            | PMDB    | 55.615  |            | Monte Alto                   | São Paulo          |
| Renato Johnsson            | PMDB    | 55.407  |            | Curitiba                     | Paraná             |
| Osvaldo Macedo             | PMDB    | 53.584  |            | Sertanópolis                 | Paraná             |
| Antônio Ueno               | PFL     | 52.729  |            | Cambará                      | Paraná             |
| José Tavares               | PMDB    | 52.435  |            | Bela Vista do Paraíso        | Paraná             |
| Jovanni Masini             | PMDB    | 50.290  |            | Campinas                     | São Paulo          |
| Borges da Silveira         | PMDB    | 50.238  |            | Lapa                         | Paraná             |
| Sérgio Spada               | PMDB    | 48.056  |            | Planalto                     | Rio Grande do Sul  |
| Alceni Guerra              | PFL     | 47.857  |            | Soledade                     | Rio Grande do Sul  |
| Paulo Pimentel             | PFL     | 45.877  |            | Avaré                        | São Paulo          |
| Dionísio Dal Prá           | PFL     | 44.329  |            | Lagoa Vermelha               | Rio Grande do Sul  |
| Max Rosenmann              | PMDB    | 42.296  |            | Curitiba                     | Paraná             |
| Jacy Scanagatta            | PFL     | 38.407  |            | Erechim                      | Rio Grande do Sul  |
| Renato Bernardi            | PMDB    | 37.809  |            | Ibirá                        | São Paulo          |
| Tadeu França               | PMDB    | 37.186  |            | Santa Fé                     | Paraná             |
| Airton Cordeiro            | PDT     | 25.527  |            | Curitiba                     | Paraná             |
| Fontes:                    |         |         |            |                              |                    |

## Deputados estaduais eleitos
Na disputa pelas 54 vagas da Assembleia Legislativa do Paraná.

Representação eleita
  PMDB: 37
  PFL: 8
  PDT: 5
  PTB: 2
  PDS: 1
  PT: 1

Fonteː
| Deputados estaduais eleitos       | Partido | Votação | Percentual | Cidade onde nasceu       | Unidade federativa |
| Luiz Carlos Alborghetti           | PMDB    | 90.342  |            | Andradina                | São Paulo          |
| Rubens Bueno                      | PMDB    | 64.143  |            | Sertanópolis             | Paraná             |
| Hermas Brandão                    | PMDB    | 62.536  |            | Campinas                 | São Paulo          |
| Pirajá Ferreira                   | PMDB    | 52.811  |            | Campo Largo              | Paraná             |
| Djalma de Almeida César           | PMDB    | 52.115  |            | Piracicaba               | São Paulo          |
| José Tadeu Lúcio Machado          | PMDB    | 45.989  |            | Jacarezinho              | Paraná             |
| Aníbal Khury                      | PMDB    | 43.316  |            | Porto União              | Santa Catarina     |
| Antônio Anibelli                  | PMDB    | 41.570  |            | Clevelândia              | Paraná             |
| Artagão de Mattos Leão            | PMDB    | 41.380  |            | Ponta Grossa             | Paraná             |
| Mário Pereira                     | PMDB    | 38.306  |            | Itajaí                   | Santa Catarina     |
| Orlando Pessuti                   | PMDB    | 37.723  |            | Califórnia               | Paraná             |
| Irondi Pugliesi                   | PMDB    | 37.304  |            | Apucarana                | Paraná             |
| Nelson Guimarães Vasconcellos     | PMDB    | 37.239  |            | Umuarama                 | Paraná             |
| Edmar Luiz Costa                  | PMDB    | 36.483  |            | Curitiba                 | Paraná             |
| Luiz Alberto de Oliveira          | PDS     | 35.720  |            | Clevelândia              | Paraná             |
| José Domingos Scarpelini          | PMDB    | 35.425  |            | Apucarana                | Paraná             |
| Quielse Crisóstomo                | PMDB    | 33.359  |            | Bocaiúva do Sul          | Paraná             |
| José Afonso Júnior                | PMDB    | 33.237  |            | Santo Antônio da Platina | Paraná             |
| Algaci Tulio                      | PDT     | 32.874  |            | Rio Branco do Sul        | Paraná             |
| Dirceu Silveira Manfrinato        | PMDB    | 31.017  |            | Bauru                    | São Paulo          |
| José Severino Silva Felinto       | PMDB    | 29.351  |            | Curitiba                 | Paraná             |
| Arleir Tilfrid Ferrari Junior     | PMDB    | 28.495  |            | Curitiba                 | Paraná             |
| Raul Victor Lopes                 | PMDB    | 28.127  |            | Pinhão                   | Paraná             |
| Homero Morinobu Oguido            | PMDB    | 28.111  |            | Londrina                 | Paraná             |
| Nilton Roberto Barbosa            | PMDB    | 27.698  |            | Cruzeiro do Oeste        | Paraná             |
| Luiz Carlos Caíto Quintana        | PMDB    | 26.287  |            | Santo Augusto            | Rio Grande do Sul  |
| Eduardo Ferreira Baggio           | PMDB    | 26.048  |            | Colombo                  | Paraná             |
| Lindolfo Luiz Silva Júnior        | PFL     | 25.790  |            | Maringá                  | Paraná             |
| Haroldo Rodrigues Ferreira        | PMDB    | 23.626  |            | Campo Grande             | Mato Grosso do Sul |
| Amélia Hruschka                   | PMDB    | 22.925  |            | Lins                     | São Paulo          |
| Erondy Silvério                   | PTB     | 22.866  |            | Guarapuava               | Paraná             |
| Cândido Pacheco Bastos            | PMDB    | 22.243  |            | Guarapuava               | Paraná             |
| Acyr Mezzadri                     | PMDB    | 21.654  |            | Lapa                     | Paraná             |
| Vera Antônia Witchemichen Agibert | PMDB    | 21.546  |            | Rio Negro                | Paraná             |
| Antônio Bárbara                   | PMDB    | 21.117  |            | Leiria                   | Portugal           |
| José Rogério Carvalho             | PMDB    | 20.881  |            | Jaguariaíva              | Paraná             |
| Alexandre Ceranto                 | PFL     | 20.355  |            | Botucatu                 | São Paulo          |
| Antônio Costenaro Neto            | PFL     | 20.155  |            | Sertanópolis             | Paraná             |
| Nestor Baptista                   | PMDB    | 20.103  |            | Ponta Grossa             | Paraná             |
| Nereu Carlos Massignan            | PMDB    | 19.895  |            | Herval d'Oeste           | Santa Catarina     |
| Gernote Gilberto Kirinus          | PMDB    | 19.683  |            | Carazinho                | Rio Grande do Sul  |
| Lauro João Lobo Alcântara         | PMDB    | 19.561  |            | Apucarana                | Paraná             |
| Antonio Belinati                  | PDT     | 19.344  |            | Campo Grande             | Mato Grosso do Sul |
| João Batista de Arruda            | PFL     | 18.940  |            | Presidente Prudente      | São Paulo          |
| Paulo Cesar Fiates Furiatti       | PMDB    | 19.885  |            | Lapa                     | Paraná             |
| Basilio Zanusso                   | PFL     | 18.852  |            | José Bonifácio           | São Paulo          |
| Werner Wanderer                   | PFL     | 18.840  |            | Concórdia                | Santa Catarina     |
| Ezequias Losso                    | PFL     | 18.241  |            | Marialva                 | Paraná             |
| Luiz Antonio Penteado Setti       | PTB     | 18.042  |            | São Paulo                | São Paulo          |
| David Nataniel Cheriegate         | PFL     | 17.093  |            | Curitiba                 | Paraná             |
| Pedro Irno Tonelli                | PT      | 15.661  |            | Encantado                | Rio Grande do Sul  |
| Valderi Mendes Vilela             | PDT     | 12.870  |            | Curitiba                 | Paraná             |
| José Alves dos Santos             | PDT     | 12.850  |            | São Paulo                | São Paulo          |
| Rafael Greca                      | PDT     | 12.036  |            | Curitiba                 | Paraná             |
| Fontes:                           |         |         |            |                          |                    |